# Салицилат натрия
На́трия салицила́т — лекарственное средство, анальгетик и антипиретик из группы производных салициловой кислоты. Основной профиль применения — в качестве болеутоляющего и жаропонижающего средства. Относится к возможным заменам ацетилсалициловой кислоты для чувствительных к ней людей.
Также может использоваться как нестероидный противовоспалительный препарат.
Кроме этого, имеются данные о том, что натрия салицилат индуцирует апоптоз в раковых клетках.

## Свойства
Натрия салицилат является натриевой солью салициловой кислоты. По физическим свойствам: белый кристаллический порошок или мелкие чешуйки без запаха, сладковато-солёного вкуса. Очень легко растворим в воде (1:1), растворим в спирте (1:6). Растворы (pH 6,0—7,0) стерилизуют при +100 °C в течение 30 мин.
Может быть получен по способу Кольбе — Шмитта из фенолята натрия и углекислого газа при высокой температуре и давлении.